# Tour dei Rolling Stones

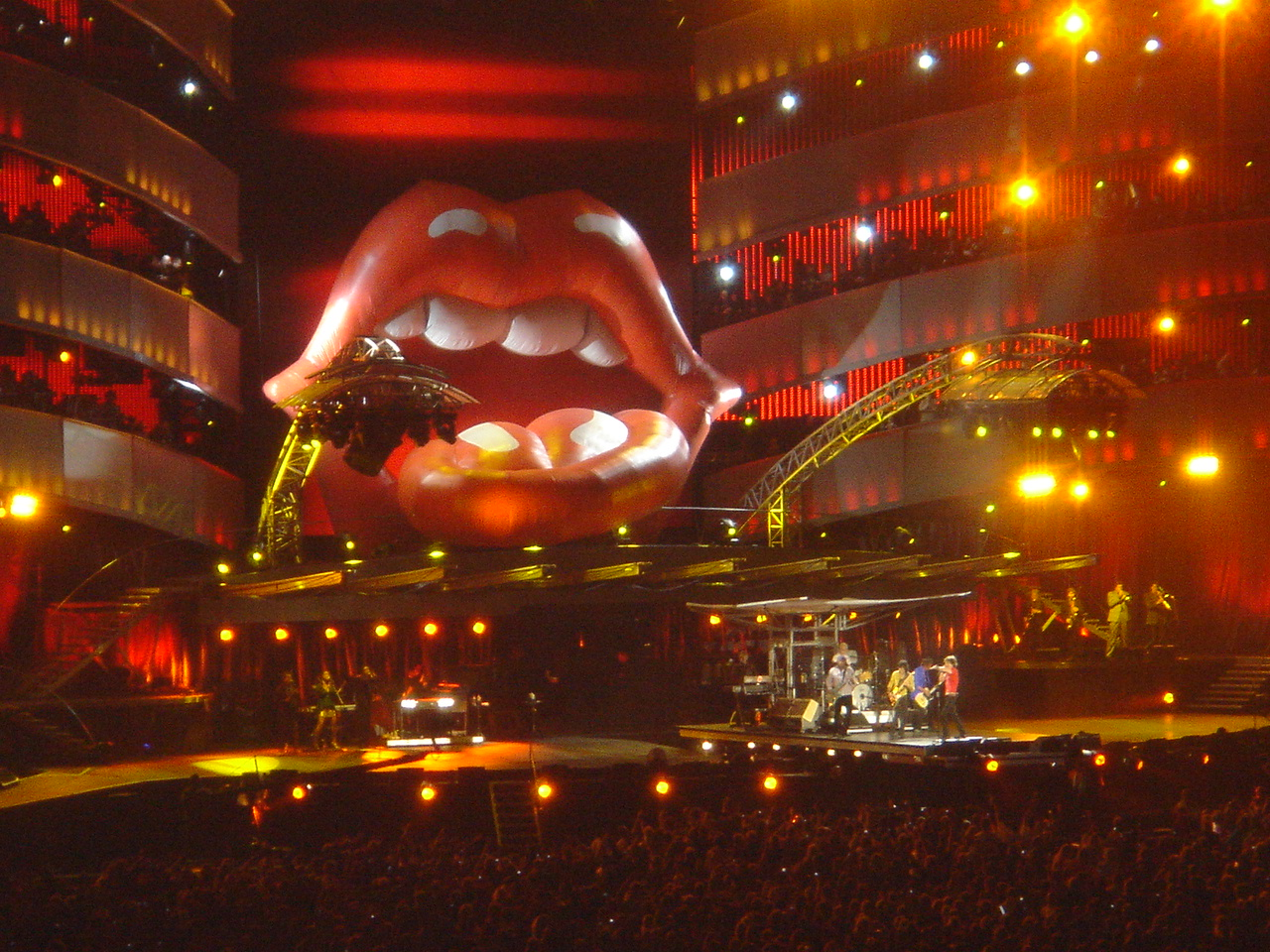
Concerto di Twickenham del 2006, del A Bigger Bang Tour

Dal 1963 il gruppo inglese rock dei Rolling Stones ha eseguito centinaia di concerti in tutto il mondo ed è la band che dal vivo ha avuto il maggior numero di spettatori della storia.

## Cronologia dei tour
| Cronologia Tour dei Rolling Stones |                                 |                                |  |  |
| Data inizio                        | Data fine                       | Nome Tour                      |  |  |
|                                    |                                 |                                |  |  |
| 29 settembre 1963                  | 30 novembre 1963                | British Tour 1963              |  |  |
| 6 gennaio 1964                     | 27 gennaio 1964                 | 1st British Tour 1964          |  |  |
| 8 febbraio 1964                    | 7 marzo 1964                    | 2nd British Tour 1964          |  |  |
| 5 giugno 1964                      | 20 giugno 1964                  | 1st American Tour 1964         |  |  |
| 1º agosto 1964                     | 22 agosto 1964                  | 3rd British Tour 1964          |  |  |
| 5 settembre 1964                   | 11 ottobre 1964                 | 4th British Tour 1964          |  |  |
| 24 ottobre 1964                    | 11 novembre 1964                | 2nd American Tour 1964         |  |  |
| 6 gennaio 1965                     | 8 gennaio 1965                  | Irish Tour 1965                |  |  |
| 22 gennaio 1965                    | 16 febbraio 1965                | Far East Tour 1965             |  |  |
| 5 marzo 1965                       | 18 marzo 1965                   | 1st British Tour 1965          |  |  |
| 26 marzo 1965                      | 2 aprile 1965                   | 1st European Tour 1965         |  |  |
| 16 aprile 1965                     | 18 aprile 1965                  | 2nd European Tour 1965         |  |  |
| 23 aprile 1965                     | 29 maggio 1965                  | 1st American Tour 1965         |  |  |
| 15 giugno 1965                     | 19 giugno 1965                  | 3rd European Tour 1965         |  |  |
| 11 settembre 1965                  | 17 settembre 1965               | 4th European Tour 1965         |  |  |
| 24 settembre 1965                  | 17 ottobre 1965                 | 2nd British Tour 1965          |  |  |
| 29 ottobre 1965                    | 5 dicembre 1965                 | 2nd American Tour 1965         |  |  |
| 18 febbraio 1966                   | 1º marzo 1966                   | Australasian Tour 1966         |  |  |
| 26 marzo 1966                      | 5 aprile 1966                   | European Tour 1966             |  |  |
| 24 giugno 1966                     | 28 luglio 1966                  | American Tour 1966             |  |  |
| 23 settembre 1966                  | 9 ottobre 1966                  | British Tour 1966              |  |  |
| 25 marzo 1967                      | 17 aprile 1967                  | European Tour 1967             |  |  |
| 7 novembre 1969                    | 6 dicembre 1969                 | American Tour 1969             |  |  |
| 30 agosto 1970                     | 9 ottobre 1970                  | European Tour 1970             |  |  |
| 4 marzo 1971                       | 26 marzo 1971                   | UK Tour 1971                   |  |  |
| 3 giugno 1972                      | 26 luglio 1972                  | American Tour 1972             |  |  |
| 18 gennaio 1973                    | 27 febbraio 1973                | Pacific Tour 1973              |  |  |
| 1º settembre 1973                  | 19 ottobre 1973                 | European Tour 1973             |  |  |
| 1º giugno 1975                     | 8 agosto 1975                   | Tour of the Americas '75       |  |  |
| 28 aprile 1976                     | 23 giugno 1976                  | Tour of Europe '76             |  |  |
| 10 giugno 1978                     | 26 luglio 1978                  | US Tour 1978                   |  |  |
| 25 settembre 1981                  | 19 dicembre 1981                | American Tour 1981             |  |  |
| 26 maggio 1982                     | 25 luglio 1982                  | European Tour 1982             |  |  |
| 31 agosto 1989                     | 25 agosto 1990                  | Steel Wheels/Urban Jungle Tour |  |  |
| 1º agosto 1994                     | 30 agosto 1995                  | Voodoo Lounge Tour             |  |  |
| 4 settembre 1997                   | 19 settembre 1998 + giugno 1999 | Bridges to Babylon Tour        |  |  |
| 25 gennaio 1999                    | 19 aprile 1999                  | No Security Tour               |  |  |
| 3 settembre 2002                   | 9 novembre 2003                 | Licks Tour                     |  |  |
| 21 agosto 2005                     | 26 agosto 2007                  | A Bigger Bang Tour             |  |  |
| 25 novembre 2012                   | 13 luglio 2013                  | 50 & Counting Tour             |  |  |
| 21 febbraio 2014                   | 28 giugno 2014                  | 14 On Fire                     |  |  |
| 25 maggio 2015                     | 15 luglio 2015                  | Zip Code Tour                  |  |  |
| 3 febbraio 2016                    | 25 marzo 2016                   | America Latina Olé Tour 2016   |  |  |
| 7 ottobre 2016                     | 22 ottobre 2016                 | Fall 2016 US Tour              |  |  |
| 9 settembre 2017                   | 23 novembre 2021                | No Filter Tour                 |  |  |
| 1º giugno 2022                     | 3 agosto 2022                   | Sixty European Tour            |  |  |
| 28 aprile 2024                     | 21 luglio 2024                  | Hackney Diamonds Tour          |  |  |